# Halstad
Halstad és una població dels Estats Units a l'estat de Minnesota. Segons el cens del 2000 tenia 622 habitants.

## Demografia
Segons el cens del 2000, Halstad tenia 622 habitants, 249 habitatges, i 154 famílies. La densitat de població era de 828,1 habitants per km².
Dels 249 habitatges en un 26,9% hi vivien nens de menys de 18 anys, en un 53,4% hi vivien parelles casades, en un 6,4% dones solteres, i en un 37,8% no eren unitats familiars. En el 36,5% dels habitatges hi vivien persones soles el 21,3% de les quals corresponia a persones de 65 anys o més que vivien soles. El nombre mitjà de persones vivint en cada habitatge era de 2,26 i el nombre mitjà de persones que vivien en cada família era de 2,95.
Per edats la població es repartia de la següent manera: un 23,2% tenia menys de 18 anys, un 4,5% entre 18 i 24, un 19% entre 25 i 44, un 23,3% de 45 a 60 i un 30,1% 65 anys o més.
L'edat mediana era de 47 anys. Per cada 100 dones de 18 o més anys hi havia 79,7 homes.
La renda mediana per habitatge era de 31.875 $ i la renda mediana per família de 43.750 $. Els homes tenien una renda mediana de 38.594 $ mentre que les dones 21.354 $. La renda per capita de la població era de 15.918 $. Entorn del 8,9% de les famílies i l'11,1% de la població estaven per davall del llindar de pobresa.

## Poblacions més properes
El següent diagrama mostra les poblacions més properes.